# Narjot de Toucy (morto 1293)
Narjot de Toucy conosciuto anche come Narjot IV de Toucy (circa 1250 – 8 agosto o 16 settembre 1293) è stato un ammiraglio francese, fu Signore di Laterza, Capitano generale del Regno d'Albania, Ammiraglio del Regno di Sicilia nel 1277 e Balivo del Principato d'Acaia nel 1282. Dopo il suo matrimonio con Lucia di Tripoli, divenne conte consorte di Tripoli e Principe consorte di Antiochia.

## Biografia
Narjot apparteneva alla famiglia borgognona dei Toucy, proveniva da un ramo che si era trasferito nell'Impero latino di Costantinopoli, per poi passare al servizio di Carlo I d'Angiò, re di Sicilia.
Dopo essere stato reggente dell'Impero latino fra il 1245 ed il 1247, suo padre Filippo de Toucy fu nominato ammiraglio del Regno di Sicilia nel 1271 e alla sua morte, nel 1277, Narjot gli succedette nell'incarico. Il 23 giugno 1287 aiutò nel comando di una flotta di galee angioine che fu sconfitta da una flotta comandata da Ruggero di Lauria nella battaglia dei Conti.
Le pretese del suo sovrano sul Regno di Gerusalemme favorirono il suo matrimonio con Lucia nel 1275 o nel 1278, sorella di Boemondo VII d'Antiochia, principe di Antiochia e conte di Tripoli. La coppia lasciò la Terra Santa per trasferirsi in Puglia. Alla morte di Boemondo il 19 ottobre 1287, i suoi cavalieri preferirono sua madre Sibilla d'Armenia, a Lucia. Sfortunatamente Sibilla designò come balivo Bartolomeo Mansel, vescovo di Antarado, che era molto impopolare. I tripolini rovesciarono il governo e istituirono il libero comune. Narjot e Lucia si recarono allora a Tripoli e riuscirono a far riconoscere i loro diritti attraverso negoziati e concessioni, come il protettorato genovese, ma la città fu conquistata il 26 aprile 1289 dal sultano mamelucco Qalawun. Narjot e Lucia ritornarono quindi in Italia.
Narjot morì nel 1293.

## Matrimonio e figli
Sposato con Lucia, ebbero un solo figlio:
Filippo II de Toucy, Signore di Laterza, conte titolare di Tripoli e Principe titolare di Antiochia, sposato per un breve tempo con Eleonora d'Angiò.

## Ascendenza
|                  |   |                      | Genitori                    |  |  | Nonni |  |  | Bisnonni           |  |  | Trisnonni           |  |
|                  |   |                      |                             |  |  |       |  |  | Narjot II di Toucy |  |  | Ithier III di Toucy |  |
|                  |   |                      |                             |  |  |       |  |  | Narjot II di Toucy |  |  | Ithier III di Toucy |  |
|                  |   | Elisabetta di Joigny |                             |  |  |       |  |  | Narjot II di Toucy |  |  |                     |  |
| Narjot de Toucy  |   |                      |                             |  |  |       |  |  | Narjot II di Toucy |  |  |                     |  |
|                  |   | Agnes di Dampierre   | Guido di Dampierre-sur-Aube |  |  |       |  |  |                    |  |  |                     |  |
|                  |   | Agnes di Dampierre   | Guido di Dampierre-sur-Aube |  |  |       |  |  |                    |  |  |                     |  |
|                  |   | Agnes di Dampierre   | Helvide di Baudémont        |  |  |       |  |  |                    |  |  |                     |  |
| Filippo de Toucy |   | Agnes di Dampierre   |                             |  |  |       |  |  |                    |  |  |                     |  |
|                  |   | Teodoro Brana        | Alessio Brana               |  |  |       |  |  |                    |  |  |                     |  |
|                  |   | Teodoro Brana        | Alessio Brana               |  |  |       |  |  |                    |  |  |                     |  |
|                  |   | Teodoro Brana        | Anna Comnena Vatatzina      |  |  |       |  |  |                    |  |  |                     |  |
| Branaina         |   | Teodoro Brana        |                             |  |  |       |  |  |                    |  |  |                     |  |
|                  |   | Agnese di Francia    | Luigi VII di Francia        |  |  |       |  |  |                    |  |  |                     |  |
|                  |   | Agnese di Francia    | Luigi VII di Francia        |  |  |       |  |  |                    |  |  |                     |  |
|                  |   | Agnese di Francia    | Adèle di Champagne          |  |  |       |  |  |                    |  |  |                     |  |
| Narjot de Toucy  |   | Agnese di Francia    |                             |  |  |       |  |  |                    |  |  |                     |  |
|                  | … | …                    |                             |  |  |       |  |  |                    |  |  |                     |  |
|                  | … | …                    |                             |  |  |       |  |  |                    |  |  |                     |  |
|                  | … | …                    |                             |  |  |       |  |  |                    |  |  |                     |  |
| Ottone de Roye   | … |                      |                             |  |  |       |  |  |                    |  |  |                     |  |
|                  |   | …                    | …                           |  |  |       |  |  |                    |  |  |                     |  |
|                  |   | …                    | …                           |  |  |       |  |  |                    |  |  |                     |  |
|                  |   | …                    | …                           |  |  |       |  |  |                    |  |  |                     |  |
| Porzia de Roye   |   | …                    |                             |  |  |       |  |  |                    |  |  |                     |  |
|                  |   | …                    | …                           |  |  |       |  |  |                    |  |  |                     |  |
|                  |   | …                    | …                           |  |  |       |  |  |                    |  |  |                     |  |
|                  |   | …                    | …                           |  |  |       |  |  |                    |  |  |                     |  |
|                  |   | …                    |                             |  |  |       |  |  |                    |  |  |                     |  |
|                  |   |                      | …                           |  |  |       |  |  |                    |  |  |                     |  |
|                  |   |                      |                             |  |  |       |  |  |                    |  |  |                     |  |
|                  |   | …                    |                             |  |  |       |  |  |                    |  |  |                     |  |
|                  |   |                      |                             |  |  |       |  |  |                    |  |  |                     |  |